# Alano di Piave
Alano di Piave är en ort och kommun i provinsen Belluno i regionen Veneto i Italien. Kommunen hade 2 768 invånare (2018).